# Salix mongolica
Salix mongolica är en videväxtart som först beskrevs av Adrien René Franchet, och fick sitt nu gällande namn av Siuzew. Salix mongolica ingår i släktet viden, och familjen videväxter. Inga underarter finns listade i Catalogue of Life.